# Літературна студія «Бистрінь» імені Нестора Чира
Літературна студія «Бистрінь» ім. Нестора Чира — українська аматорська літературна студія, що знаходиться у місті Надвірна, Івано-Франківська область. Декілька учасників цієї студії здобули професійний статус літератора: поети Нестор Чир, Любов Василик, Надія Павлик; прозаїки Галина Христан та Марія Дзюба. 

## Історія
Студія створена 7 липня 1987-го при редакції газети «Народна Воля». Понад чверть століття керівником був поет Нестор Чир. 5 грудня 2014 року Олександра Букатюка обрали керівником, літстудія «Бистрінь» стала літературною студією «Бистрінь» ім. Нестора Чира.
Голова обласної організації НСПУ Євген Баран вважає, що літературна студія в Надвірній — феномен, явище унікальне і майже героїчне. На його думку «бистрінці» об'єднуються навколо ідеї світлоносної — виплекати в собі чуття прекрасного, зберегти красу в собі і навколо себе!